# Шовиње
Шовиње (фр. Chauvigné) насеље је и општина у северозападној Француској у региону Бретања, у департману Ил и Вилен која припада префектури Фужер.
По подацима из 2011. године у општини је живело 781 становника, а густина насељености је износила 44,1 становника/km². Општина се простире на површини од 17,71 km². Налази се на средњој надморској висини од 86 метара (максималној 107 m, а минималној 30 m).

## Демографија
| 1962. | 1968. | 1975. | 1982. | 1990. | 1999. | 2011. |
| ----- | ----- | ----- | ----- | ----- | ----- | ----- |
| 693   | 741   | 704   | 617   | 566   | 575   | 781   |

График промене броја становника у току последњих година